# Oberried am Brienzersee
Oberried am Brienzersee (toponimo tedesco) è un comune svizzero di 476 abitanti del Canton Berna, nella regione dell'Oberland (circondario di Interlaken-Oberhasli).

## Geografia fisica
Oberried am Brienzersee si affaccia sul Lago di Brienz.

## Storia
Nel 1914 ha inglobato il comune soppresso di Ebligen.

## Monumenti e luoghi d'interesse
- Chiesa riformata, eretta nel 1967[1].

## Società

### Evoluzione demografica
L'evoluzione demografica è riportata nella seguente tabella:
Abitanti censiti

## Infrastrutture e trasporti
Oberried am Brienzersee è servito dall'omonima stazione e da quella di Ebligen sulla ferrovia del Brünig.

## Amministrazione
Ogni famiglia originaria del luogo fa parte del cosiddetto comune patriziale e ha la responsabilità della manutenzione di ogni bene ricadente all'interno dei confini del comune.